# SOSUN.dance
SOSUN.dance (pronunciat sosun punt dance) és un grup d'electropop català originari de Barcelona que es va formar el 2018. El grup desenvolupa un estil musical amb influències provinents de l'eurodance, l'hyperpop i el J-Pop amb una proposta escènica i visual que combina referències de l'anime, l'imaginari dels canals de televisió 3XL i ClubSuper3 així com la cultura d'Internet i la memesfera.
El grup està format per Estel Boada (veu), Daniel Moreno (producció musical), Albert Sánchez (visuals i VJ) i Àlex Urán (ball i coreografies). El novembre de 2023, SOSUN.dance va arribar a la final del Sona9, aconseguint el premi Èxit.

## Formació i trajectòria
Els orígens de la banda es remunten al 2016 quan Daniel Moreno Roldán va començar a produir musica amb una Gameboy amb el sobrenom de Llança Sosun, en referència al vídeojoc multijugador en línia Silkroad. Estel Boada, col·laboradora de Daniel Moreno en projectes artístics anteriors es va unir al projecte per dur a terme concerts en festes privades i performances a festivals d'art. És en aquest moment quan Boada adopta l'alter ego de Kaguda Yura, prenent elements de l'anime i de l'imaginari dels canals infantils i juvenils de la Corporació catalana de mitjans audiovisuals. Poc després el grup adopta definitivament el nom de SOSUN.dance com a homenatge al disc 3XL.dance editat pel canal homònim.
Entre el 2018 i 2019 la banda toca a festivals i espais com els vespres de la Universitat de Barcelona, el Bala Perduda de la sala Apolo, el Barcelona Acció Musical, la La Jazz Cava de Vic i el Memefest al CCCB És en aquest darrer festival on Albert Sánchez s'incorpora com a responsable de les visuals del grup i Àlex Urán de la part coreogràfica dels espectacles.
El 2023 el grup és seleccionat al concurs Sona9 i toca a l'Antiga Fàbrica Damm, a les festes de la Mercè de Barcelona i al programa Sona9 d'iCat. El 15 de novembre de 2023 SOSUN.dance arriba a la final del concurs Sona9 celebrada a la sala Luz de Gas quedant en tercera posició i guanyant el premi Èxit.

## Estil musical i influències
La música de SOSUN.dance barreja influències d'electrònica de ball com Ceephax Acid Crew o DJ Pastis amb projectes d'autor com Hidrogenesse o Akiko Yano. El grup manifestava en diverses entrevistes que el seu somni és "ser la banda resident del Club Super 3", en referència a la influència de l'imaginari audiovisual de les sèries d'anime que es van retransmetre a Catalunya durant els 90 i que els integrants del grup van consumir com espectadors.
En els seus inicis la banda tenia una forta influència de l'escena chiptune i utilitzava consoles, sintetizadors i caixes de ritme en directe però amb el pas del temps el so de l'electrònica de ball va prendre més protagonisme en la producció musical. A banda d'això, la reivindació de referents de l'electropop i eurodance tronat com Camela o Tijeritas és també una constant en les cançons i espectacles del grup.
Degut a l'origen artístic multidisciplinar dels integrants de la banda, la proposta escènica de SOSUN.dance adopta elements provinents del teatre, la performance i el transvestisme en combinació amb projeccions audiovisuals i participació del públic.

## Discografia

### Senzills[2][10]
- Postres d'amor (2023, autoeditat)
- Lluna Creixent (2023, autoeditat)
- Iván Swift (2023, autoeditat)
- Kamins (2022, autoeditat)
- Croissant (2020, Santa Tecla Records)
- Makinetis love (2019, Santa Tecla Records)
- Amunt, Amunt, Amunt! (2019, Santa Tecla Records)